# Эмблема штата Гоа
Эмблема Гоа — официальный символ индийского штата Гоа.

## Описание
В центре эмблемы Гоа изображена традиционная индийская лампада в виде древа (Vriksha Deepa), заключенная в восьмиконечную звезду, символизирующая всеобщее просвещение через знание. Над звездой надпись на санскрите: «Пусть каждый процветает. Пусть никто не испытывает боль!» Снизу — сложенные чашей ладони, обозначающие поддержку, созидание и защиту.

Эмблема Гоа была создана с принятием во внимание всего множества и богатства граней обширного культурного наследия Гоа, берущего свои корни в национальных традициях. Его множественные живописные красоты, подаренные ему природой и значительный прогресс, достигнутый благодаря его трудолюбивому и добродушному народу в постколониальную эпоху под демократическим, всенародно избранным правительством.
Оригинальный текст (англ.)The emblem of Goa State has been designed taking into consideration all the varied and rich facets of Goa’s rich cultural heritage rooted in the national ethos. Its abundant scenic loveliness, the bounties conferred on it by nature and the significant progress achieved by its diligent and amiable people in the post-liberation era under a democratic, popularly elected regime.

The Central symbolic design depicts a “Vriksha Deep” the unique and world famed Goan traditional lamp which signified enlightenment through knowledge.
A circular stylized design of coconut leaves symbolizing the bountiful and beautiful Goan nature at the same time suggesting the radiation of sunrays - the source of light and energy - surrounds the inset in a halo of suggestive glory. The outer circle is formed partly by a Sanskrit “Subhashita” (an auspicious saying) on the top of the inset and the wording “Government of Goa” at the base. The auspicious saying “Subhashita” means: “Let everyone enjoy prosperity. Let none suffer any pain”.

The global circle which suggests land or the earth, is supported by two semi-cupped hands symbolizing the sustaining constructive and protective activity of the people striving together for the progress of the state. The lion headed national emblem is incorporated on the top.
— Официальный сайт Правительства штата Гоа. Версия текста 2009 года

## Гербы Гоа эпохи колониальной зависимости
Гоа был колонией Португалии с 1510 до 1961 года, когда был аннексирован Индией.

Старейшая версия герба Гоа
Малый герб Португальской Индии
герб Португальской Индии (1935-1951).
герб Португальской Индии (1951-1961).